# Ровне (район Гуменне)
Ровне (словац. Rovné) — село и одноимённая община в районе Гуменне Прешовского края Словакии. В письменных источниках начинает упоминаться с 1567 года.

## География
Село расположено в юго-восточной части края, в южной части Низких Бескид, на левом берегу реки Удавы, при автодороге 3841. Абсолютная высота — 191 метр над уровнем моря. Площадь муниципалитета составляет 8,1 км².

## Население
| Год:                | 1994 | 2004    | 2014    | 2024    |
| ------------------- | ---- | ------- | ------- | ------- |
| Количество человек: | 490  | 472     | 446     | 462     |
| Разница:            |      | −3,67 % | −5,50 % | +3,58 % |

По данным последней официальной переписи 2011 года, численность населения Ровне составляла 460 человек.
Национальный состав населения (по данным переписи населения 2011 года):
| Национальность | Численность, человек |
| -------------- | -------------------- |
| словаки        | 402                  |
| цыгане         | 47                   |
| украинцы       | 6                    |
| русины         | 1                    |
| русские        | 1                    |
| моравы         | 1                    |
| не указана     | 6                    |